# Liste der Kulturdenkmäler in Niederdünzebach
Die folgende Liste enthält die in der Denkmaltopographie ausgewiesenen Kulturdenkmäler auf dem Gebiet des Ortsteils Niederdünzebach der  Stadt Eschwege, Werra-Meißner-Kreis, Hessen.
Hinweis: Die Reihenfolge der Denkmäler in dieser Liste orientiert sich an der Anschrift, alternativ ist sie auch nach der Bezeichnung, der vom Landesamt für Denkmalpflege vergebenen Nummer oder der Bauzeit sortierbar.
Kulturdenkmäler werden fortlaufend im Denkmalverzeichnis des Landes Hessen durch das Landesamt für Denkmalpflege Hessen auf Basis des Hessischen Denkmalschutzgesetzes (HDSchG) geführt. Die Schutzwürdigkeit eines Kulturdenkmals hängt nicht von der Eintragung in das Denkmalverzeichnis des Landes Hessen oder der Veröffentlichung in der Denkmaltopographie ab.

Das Vorhandensein oder Fehlen eines Objekts in dieser Liste ist keine rechtsverbindliche Auskunft darüber, ob es Kulturdenkmal ist oder nicht: Diese Liste entspricht möglicherweise nicht dem aktuellen Stand der offiziellen Denkmaltopographie. Diese ist für Hessen in den entsprechenden Bänden der Denkmaltopographie Bundesrepublik Deutschland und im Internet unter DenkXweb – Kulturdenkmäler in Hessen einsehbar. Auch diese Quellen sind, obwohl sie durch das Landesamt für Denkmalpflege Hessen aktualisiert werden, nicht immer aktuell, da es im Denkmalbestand immer wieder Änderungen gibt.
Eine verbindliche Auskunft erteilt allein das Landesamt für Denkmalpflege Hessen.
Nutze diese Kartenansicht, um Koordinaten in der Liste zu setzen. In dieser Kartenansicht sind Kulturdenkmale ohne Koordinaten mit einem roten bzw. orangen Marker dargestellt und können in der Karte gesetzt werden. Kulturdenkmale ohne Bild sind mit einem blauen bzw. roten Marker gekennzeichnet, Kulturdenkmale mit Bild mit einem grünen bzw. orangen Marker.

## Niederdünzebach
| Bild            | Bezeichnung                                        | Lage                                                 | Beschreibung | Bauzeit | Objekt-Nr. |
| --------------- | -------------------------------------------------- | ---------------------------------------------------- | --- | ------- | ---------- |
| Bild gesucht BW | Gesamtanlage Historischer Ortskern Niederdünzebach | Auerstraße, Am Bache Lage                            | |         | 39846 DDB  |
| Bild gesucht BW | Fachwerkwohnhaus Am Bache 11                       | Am Bache 11 LageFlur: 2, Flurstück: 73               | |         | 39848 DDB  |
| Bild gesucht BW | Fachwerkwohnhaus                                   | Am Bache 12 LageFlur: 2, Flurstück: 59               | |         | 39849 DDB  |
| Bild gesucht BW | Wohnhaus und Scheunen-Stall-Anbau                  | Am Bache 13 LageFlur: 2, Flurstück: 72               | |         | 39850 DDB  |
| Bild gesucht BW | Hofanlage                                          | Am Bache 14 LageFlur: 2, Flurstück: 60               | |         | 39851 DDB  |
| Bild gesucht BW | Fachwerkwohnhaus mit Scheune                       | Am Bache 16 LageFlur: 2, Flurstück: 61               | |         | 39852 DDB  |
| Bild gesucht BW | Winkelhofanlage                                    | Am Bache 17 LageFlur: 2, Flurstück: 70               | |         | 39853 DDB  |
| Bild gesucht BW | Winkelhofanlage                                    | Am Bache 22 LageFlur: 3, Flurstück: 112/1            | |         | 39854 DDB  |
| Bild gesucht BW | Fachwerkwohnhaus mit Scheune                       | Auer Straße 6 LageFlur: 2, Flurstück: 52             | |         | 39855 DDB  |
| Bild gesucht BW | Wohnhaus                                           | Auer Straße 8 LageFlur: 2, Flurstück: 54/1, 54/2     | |         | 39856 DDB  |
| Bild gesucht BW | Fachwerkwohnhaus                                   | Auer Straße 12 LageFlur: 2, Flurstück: 85            | |         | 39857 DDB  |
| Bild gesucht BW | Ehemalige Schule                                   | Auer Straße 15 LageFlur: 2, Flurstück: 35            | |         | 39858 DDB  |
| weitere Bilder  | Evangelische Pfarrkirche Niederdünzebach           | Auer Straße 15a LageFlur: 2, Flurstück: 39           | Spätgotischer Rechteckbau mit schmalerem, dreiseitig geschlossenem Chor. Das Kirchenschiff, die Südwand und das Innere 1823 erneuert. Orgel von 1804. |         | 39859 DDB  |
| Bild gesucht BW | Hofanlage Auer                                     | Auer Straße 16 LageFlur: 2, Flurstück: 87            | |         | 39860 DDB  |
| Bild gesucht BW | Ehemaliges Pfarrhaus                               | Auer Straße 19 LageFlur: 2, Flurstück: 33            | |         | 39861 DDB  |
| Bild gesucht BW | Wohnhaus                                           | Auer Straße 22 LageFlur: 1, Flurstück: 37            | |         | 39862 DDB  |
| Bild gesucht BW | Fachwerkwohnhaus                                   | Auer Straße 25 LageFlur: 2, Flurstück: 31            | |         | 39863 DDB  |
| Bild gesucht BW | Ehemaliges Musikantenhäuschen                      | bei Auer Straße 27 LageFlur: 2, Flurstück: 83/7      | |         | 39864 DDB  |
| Bild gesucht BW | Fachwerkwohnhaus                                   | Auer Straße 27 LageFlur: 1, Flurstück: 22/2          | |         | 39865 DDB  |
| Bild gesucht BW | Hofanlage                                          | Auer Straße 28 LageFlur: 1, Flurstück: 44/1          | |         | 39866 DDB  |
| Bild gesucht BW | Fachwerkwohnhaus                                   | Auer Straße 31 LageFlur: 1, Flurstück: 24            | |         | 39867 DDB  |
| Bild gesucht BW | Winkelhofanlage                                    | Auer Straße 34 LageFlur: 1, Flurstück: 48/1          | |         | 39868 DDB  |
| Bild gesucht BW | Wohnhaus mit Stallgebäude                          | Auer Straße 41 LageFlur: 1, Flurstück: 32/3          | |         | 39869 DDB  |
| Bild gesucht BW |                                                    | Dammstraße 1 LageFlur: 2, Flurstück: 29              | |         | 39870 DDB  |
| Bild gesucht BW |                                                    | Dammstraße 4 LageFlur: 1, Flurstück: 6, 7            | |         | 39871 DDB  |
| Bild gesucht BW |                                                    | Mühlhäuser Straße 1/3 LageFlur: 2, Flurstück: 51, 52 | |         | 39872 DDB  |

## Ehemalige Kulturdenkmäler
| Bild            | Bezeichnung | Lage            | Beschreibung | Bauzeit | Objekt-Nr. |
| --------------- | ----------- | --------------- | ------------ | ------- | ---------- |
| Bild gesucht BW | Streckhof   | Am Bache 6 Lage |              |         |            |